# 浦阳街道
浦阳街道，中华人民共和国浙江省金华市浦江县下辖的一个街道。

## 辖区
该街道辖有：人民东路居委会、中山路居委会、东街居委会、大桥路居委会、学塘角居委会、南门居委会、金狮社区、人民西路居委会、新华西路居委会、太白路居委会、广场居委会、北站居委会、月泉居委会、杨田村、同乐村、铜桥村、珠红村、石马村、白林村、联盟村、沉湖村、珠山村、泉溪村、善庆村、兆丰村、狮岩村、群生村、